# 테포스틀란

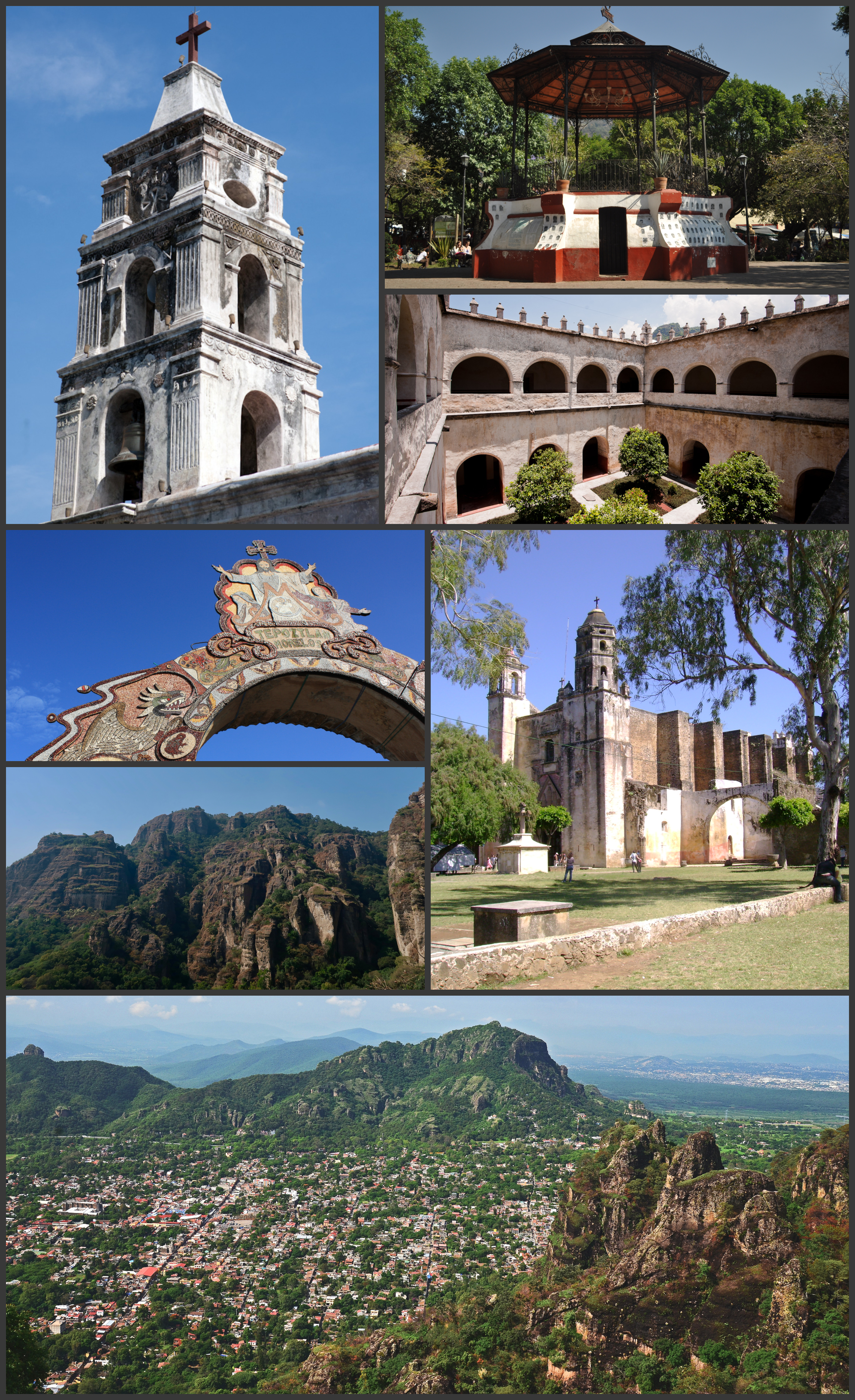
Tepoztlán의 이미지 몽타주.

테포스틀란(스페인어: Tepoztlán)은 멕시코 모렐로스주에 위치한 도시로 인구는 41,629명(2010년 기준)이다.

## 같이 보기
- 케찰코아틀
- 모렐로스주